# Пискуха рудувата
Пискуха рудувата (Ochotona rufescens) — вид гризунів з роду Пискуха (Ochotona) родини пискухових (Ochotonidae). Мешкає в Афганістані, Ірані, Пакистані й Туркменістані.

## Таксономія
Рудувата пискуха вперше була описана в 1842 році британським зоологом Джоном Едвардом Греєм. Виділяють три підвиди: Ochotona r. rufescens, Ochotona r. regina й Ochotona r. shukurovoi.

## Зовнішній вигляд
Рудувата пискуха має невелику голову з округлими вухами й короткі, покриті густою шерстю кінцівки. Хутро рудувато-коричневого кольору з кремовим комірцем навколо шиї. Нижня частина тіла дещо блідіша.

## Поширення
Мешкає в гірських районах Афганістану, Ірану, Пакистану і південно-західного Туркменістану на висоті від 1900 до 3500 м над рівнем моря. Населяє скелясті пустельні місця з малою кількістю рослинності, а також ліси з ялівцю.

## Поведінка
Рудувата пискуха мешкає в складних системах нір. Активна впродовж цілої доби, пік активності припадає на ранок. Харчується рослинами, такими як ефедра, полин і чортополох. Як і інші види пискух, зрізає стебла і висушує в невеликих копицях перед входом до нори. Розмножується з березня по вересень; з рік самка народжує до п'яти разів, в середньому по шість дитинчат. Пискухи, народжені на початку сезону, можуть встигнути народити потомство до кінця сезону.

## Охорона
Це численний і поширений вид. Хоч зазвичай рудуваті пискухи мешкають в скелястій пустельній місцевості, вони можуть мешкати у фруктових садах і навіть поблизу людських жител. МСОП вважає цей вид таким. що не потребує особливого захисту. Тварина була приручена і використовувалась в лабораторних дослідженнях, зокрема, в Японії і Франції.